# Chryston
Chryston ist eine Ortschaft in der schottischen Council Area North Lanarkshire. Sie liegt im Central Belt etwa acht Kilometer südwestlich von Cumbernauld und 13 km nordöstlich von Glasgow. Am Ostrand von Chryston befindet sich das Schloss Bedlay Castle.

## Geschichte
Die Gegend von Chryston war bereits in der Steinzeit besiedelt. Auf dem Gemeindegebiet und in dessen Umgebung wurden steinzeitliche Artefakte gefunden, die bis in das 5. Jahrtausend v. Chr. zurückdatiert werden. Die heutige Ortschaft wurde erstmals 1535 erwähnt. Über die Jahrhunderte sind verschiedenen Schreibweisen des Ortsnamens zu finden, darunter Chrystinsone, Criston, Crystown und Cryston. Er könnte sich von Christ’s Town ableiten. Seit 1853 ist die Free Church of Scotland mit einem Kirchengebäude in Chryston vertreten. Im Jahre 1878 kam eine zweite Kirche hinzu. 1881 wurden 464 Personen in Chryston gezählt; 110 Jahre später waren es 3057. Bis 2001 hatte sich die Einwohnerzahl von Chryston dann auf 2653 verringert. Bei Zensuserhebung 2011 lebten 2805 Personen in Chryston. Im Rahmen der historischen Gliederung Schottlands in Civil Parishes zählt Chryston zu Cadder, das zu Lanarkshire gehörte. Seit deren Auflösung bildet es eine eigenständige Gemeinde (Community Council Area).

## Verkehr
Chryston ist an mehrere Fernverkehrsstraßen angeschlossen. Die A80 verläuft direkt durch die Ortschaft und verbindet das Stadtzentrum von Glasgow mit der östlich verlaufenden M73. Die M80 führt im Norden an Chryston vorbei. Chryston liegt nördlich einer Bahnlinie, die im 19. Jahrhundert als Monkland and Kirkintilloch Railway eröffnet wurde. Der nächstgelegene Bahnhof befand sich damals etwa drei Kilometer südwestlich in Garnkirk. Er wird bis heute betrieben, befindet sich jedoch nun in der Ortschaft Stepps.

## Söhne und Töchter der Stadt
- John Mackintosh Howie, schottischer Mathematiker und Universitätsprofessor